# جديع بن هذال
جديع بن منديل بن هذال العنزي هو شيخ وقائد عسكري من قبيلة عنزة، لعب دورًا مهمًا في التاريخ السياسي والعسكري في نجد في القرن الثاني عشر الهجري. كان له دور بارز في النزاعات القبلية التي شهدتها الجزيرة العربية، وخاصة في مواجهة تحالفات قبائل مطير والدهامشة. توفي في معركة كير عام 1195 هـ.

## النسب والأسرة
ينتمي جديع إلى فرع العمارات من قبيلة عنزة العدنانية، التي تعد من أكبر وأشهر القبائل العربية في شمال الجزيرة العربية. كان من أسرة لها مكانة مرموقة داخل القبيلة، وأخو الفارس مزيد بن هذال العنزي، الذي توفي معه في معركة كير.

## الخلفية التاريخية
شهدت منطقة نجد في أواخر القرن الثاني عشر الهجري نزاعات قبلية حادة بين القبائل الكبرى مثل عنزة ومطير والدهامشة. هذه النزاعات كانت تدور حول السيطرة على الأراضي والمنافع، واحتدم الصراع بين القبائل مع تحالفات متبادلة من أجل تعزيز النفوذ.
في هذا المناخ السياسي المتوتر، برز جديع كقائد قوي لقبيلته، حيث قاد فرسان عنزة في عدة معارك دفاعًا عن أراضيها وحماية مصالحها.

## دوره العسكري والسياسي
كان جديع بن هذال من أبرز القادة العسكريين في قبيلته، وكان حليفًا مقربًا من الشيخ سعدون بن عريعر، شيخ بني خالد. تعاون مع سعدون في مواجهة أعداء مشتركين مثل ثويني بن عبد الله آل خليفة وقبائل الدهامشة ومطير.
قاد جديع قوات عنزة في معركة كير التي اندلعت عام 1195 هـ، والتي كانت معركة فاصلة بين تحالف قبائل عنزة وبني خالد من جهة، وقبائل الدهامشة ومطير من جهة أخرى. توفي فيها مع أخيه مزيد، مما شكل نقطة تحول في تاريخ قيادة عنزة.

## معركة كير
تعتبر معركة كير من أبرز المعارك التي خاضها جديع، والتي وقعت في منطقة كير شمال نجد. كانت مواجهة عنيفة استمرت لساعات، حيث انقلب فيها ميزان القوى عدة مرات، لكن انتهت بمقتل جديع وأخيه إلى جانب عدد من فرسان عنزة.
هذه المعركة أثرت بشكل كبير على القوة العسكرية لقبيلة عنزة وأدت إلى تحولات في التحالفات القبلية في المنطقة، حيث برز قادة جدد بعد وفاة جديع.

## مكانته وأثره في التراث
يحظى جديع بمكانة خاصة في التراث الشعبي لقبيلة عنزة، حيث يُذكر بلقب "راعي الحصان" تكريمًا لفروسيته وشجاعته في المعارك.
كما تتداول القصائد النبطية في المنطقة قصص شجاعته، غير أن هذه القصائد لم تُوثق في المصادر الأكاديمية الرسمية.